# Jonas L.A.
Jonas (по-късно известен като Jonas L.A.) е сериал на Disney Channel, който започва излъчване през май 2009 г. В сериала участват братята Ник, Джо и Кевин от групата „Джонас Брадърс“.

## Излъчване
| Сезон | Сезон | Епизоди | Начало на сезона | Край на сезона  |
| ----- | ----- | ------- | ---------------- | --------------- |
|       | 1     | 21      | 2 май 2009       | 14 март 2010    |
|       | 2     | 13      | 20 юни 2010      | 3 октомври 2010 |

## Сюжет
Сериалът е за три момчета, които имат рок група и изживявят мечтата си да бъдат рок звезди, но има и две много красиви момичета, които стават част от тази мечта. Стела е тяхна стилистка и най-добрата им приятелка. Мейси е голяма фенка на Джонас и най-добрата приятелка на Стела, а с времето и на момчетата. Във втори сезон те са гаджета с Ник, но извън сериала като истинска двойка. Джо и Стела са също гаджета, но само в сериала.

## В България
В България е излъчен първоначално по БНТ1, а по-късно и Disney Channel с нахсинхронен дублаж на студио Доли. В дублажа на БНТ ролите се озвучават от Йорданка Илова, Ася Братанова, Виктор Танев, Тодор Георгиев и Светломир Радев. В този на студио Доли участват Даниела Горанова, Елена Русалиева, Мина Костова, Иван Петков, Явор Караиванов, Петър Бонев, Момчил Степанов, Радослав Рачев и Стоян Цветков.